# 1575 w literaturze
Wydarzenia literackie w 1575 roku.

## Nowe poezje
- Veronica Franco, Terze rime